# The Best of ZZ Top
The Best of ZZ Top —subtitulado 10 Legendary Texas Tales— es el primer álbum recopilatorio de la banda estadounidense de blues rock ZZ Top, publicado en noviembre de 1977 por London Records. Incluye por lo menos una canción de cada disco lanzado entre 1971 y 1975, aunque de las diez pistas, tres son de Fandango! de 1975 y tres de Tres Hombres de 1973.
En 1978 se posicionó en el puesto 94 de la lista Billboard 200 en los Estados Unidos y en 1983 volvió a entrar en mencionada lista pero esta vez en el puesto 182. Además, en los Estados Unidos el disco fue certificado con doble disco de platino al superar los dos millones de copias en 1994.

## Lista de canciones
Todas las canciones escritas por Gibbons, Hill y Beard, a menos que se indique lo contrario.

| N.º | Título                           | Escritor(es)                         | Duración |  |
| 1.  | «Tush»                           |                                      | 2:14     |  |
| 2.  | «Waitin' for the Bus»            |                                      | 2:59     |  |
| 3.  | «Jesus Just Left Chicago»        |                                      | 3:29     |  |
| 4.  | «Francine»                       | Gibbons, Kenny Cordray, Steve Perron | 3:33     |  |
| 5.  | «Just Got Paid»                  | Gibbons, Bill Ham                    | 4:27     |  |
| 6.  | «La Grange»                      |                                      | 3:51     |  |
| 7.  | «Blue Jeans Blues»               |                                      | 4:42     |  |
| 8.  | «Backdoor Love Affair»           | Gibbons, Ham                         | 3:20     |  |
| 9.  | «Beer Drinkers and Hell Raisers» |                                      | 3:23     |  |
| 10. | «Heard it on the X»              |                                      | 2:23     |  |

## Músicos
- Billy Gibbons: voz y guitarra eléctrica
- Dusty Hill: bajo y coros
- Frank Beard: batería